# دوبوکا (بوسنی و هرزگوین)
دوبوکا (به لاتین: Duboka) یک رود در بوسنی و هرزگوین است که در بوسنی و هرزگوین واقع شده‌است.